# 144-те винищувальне крило (США)
144-те винищувальне крило (144 ВК) — авіаційне крило Повітряних сил Національної гвардії штату Каліфорнія, що розміщується на авіабазі Фресно в Каліфорнії. Як частина компоненти резерву Повітряних сил США, крило підпорядковане Бойовому командуванню Повітряних сил США.

## Завдання
Основна федеральна місія 144-го винищувального крила згідно 10-го розділу Кодексу США є забезпечення протиповітряної оборони Каліфорнії і Сполучених Штатів від мексиканського кордону до Орегону за допомогою реактивних винищувачів F-15 Eagle.
Крило раніше літало на F-16C і F-16D Fighting Falcon, які передало до Повітряних сил Національної гвардії Аризони в листопаді 2013 року.

## Структура
До складу 144-го винищувального крила входять наступні підрозділи:
- 144-та оперативна група
  -  194-та винищувальна ескадрилья F-15C/D;
- 144-та медична група

## Історія
В жовтні 1943 року на аеродромі Гамільтон в Каліфорнії було сформовано 373-тю винищувальну групу. Впродовж Другої світової війни ескадрилья була навчально-бойовою авіачастиною оснащеною P-39 Аерокобра та P-40.

## Командування
- полковник Рід «Снейк» Дрейк[1]
- полковник Деніел Келлі